# Sadhguru
Jaggi Vasudev, comunemente conosciuto come Sadhguru (Mysore, 3 settembre 1957), è un mistico e yogi indiano, premiato Padma Vibhushan, e autore di best seller per il New York Times.
Ha fondato la Isha Foundation, un'organizzazione no-profit che offre programmi yoga per il mondo, includendo l'India, gli Stati Uniti, il Regno Unito, il Libano, Singapore, il Canada, la Malaysia, Uganda, la Cina, il Nepal, e l'Australia. La fondazione è anche coinvolta in varie attività di sviluppo sociale e comunitario, le quali hanno ottenuto alla fondazione uno speciale status consultativo con il Consiglio sociale ed Economico delle Nazioni Unite. Il 25 gennaio 2017, ha ricevuto dal governo indiano il premio Padma Vibhushan per il suo contributo riguardo alla spiritualità.

## Biografia
Nato a Mysore, nello stato del Karnataka, martedì 3 settembre 1957, figlio di Susheela e del Dr. Vasudev, Jagadish è il più piccolo di quattro fratelli – due maschi e due femmine. Suo padre era un oftalmologo che lavorava presso le ferrovie indiane: la sua famiglia era, dunque, abituata a viaggiare spesso. All'età di 12 anni entrò in contatto con Malladihalli Sri Raghavendra Swamiji: fu proprio quest'ultimo ad insegnargli delle semplici tecniche di yoga āsana, pratica che ha mantenuto regolarmente. Jaggi Vasudev afferma che "Senza interrompere nemmeno un giorno, questa semplice pratica yoga che gli fu insegnato di mantenere, lo portò in seguito ad una conoscenza più profonda."
Dopo essere stato istruito alla Demonstration School, Mysore nel 1973, si laureò nell'Università di Mysore con una laurea triennale in letteratura inglese. Durante questi anni di università, sviluppò un interesse nei confronti dei viaggi e delle motociclette. Un frequente punto di ritrovo per lui e per i suoi amici fu Chamundi Hill, nei pressi di Mysore, dove spesso si riunivano per intraprendere guide notturne. Visitò, inoltre, svariati luoghi del paese con la sua motocicletta. Questa esperienza gli fu utile per "guadagnare velocemente qualche soldo", e per poter semplicemente guidare ovunque la gente non potesse fermarlo. Questa esperienza lo portò ad aprire diverse imprese di successo dopo la laurea, comprese una fattoria di pollame, una fornace e un'impresa edile.

## Esperienza spirituale
All'età di 25 anni, il 23 settembre 1982, Jaggi Vasudev guidò fino a Chamundi Hill, dove sedette su una roccia sulla quale ebbe una esperienza spirituale: "Fino a quel momento della mia vita, ho sempre pensato: 'questo sono io' e che qualcun altro è qualcos'altro. Ma per la prima volta non sapevo più cosa fosse 'me' e cosa non lo fosse. Ad un tratto, ciò che io ero era semplicemente ovunque. La stessa roccia su cui ero seduto, l'aria che respiravo, la stessa atmosfera intorno a me: ero appena esploso in ogni cosa. Il che suona come un'assoluta follia. Pensai che questa esperienza fosse durata dai dieci ai quindici minuti, ma, dopo essere tornato alla mia normale consapevolezza, ero stato seduto lì per quattro ore e mezza, pienamente cosciente, con occhi aperti, ma il tempo era semplicemente capovolto". Sei settimane dopo questa esperienza, lasciò la sua attività ad un suo amico e viaggiò a lungo nel tentativo di comprendere la sua esperienza mistica. Dopo un anno di meditazione e viaggi, Jaggi Vasudev decise di insegnare yoga per condividere le sue esperienze interiori.
Nel 1983, presso la città di Mysore, tenne la sua prima lezione di yoga, frequentata da sette partecipanti. Col passare del tempo, cominciò a tenere lezioni di yoga attraverso il Karnataka e Hyderabad, viaggiando da una destinazione all'altra in sella alla sua motocicletta. Si mantenne grazie alla rendita della sua azienda avicola, rifiutando di essere pagato per le lezioni. Una sua abitudine era quella di donare ad un ente di beneficenza locale le eventuali offerte raccolte l'ultimo giorno delle lezioni. Su questo schema di base successivamente vennero costruite le classi di Yoga della Isha

## Dhyanalinga

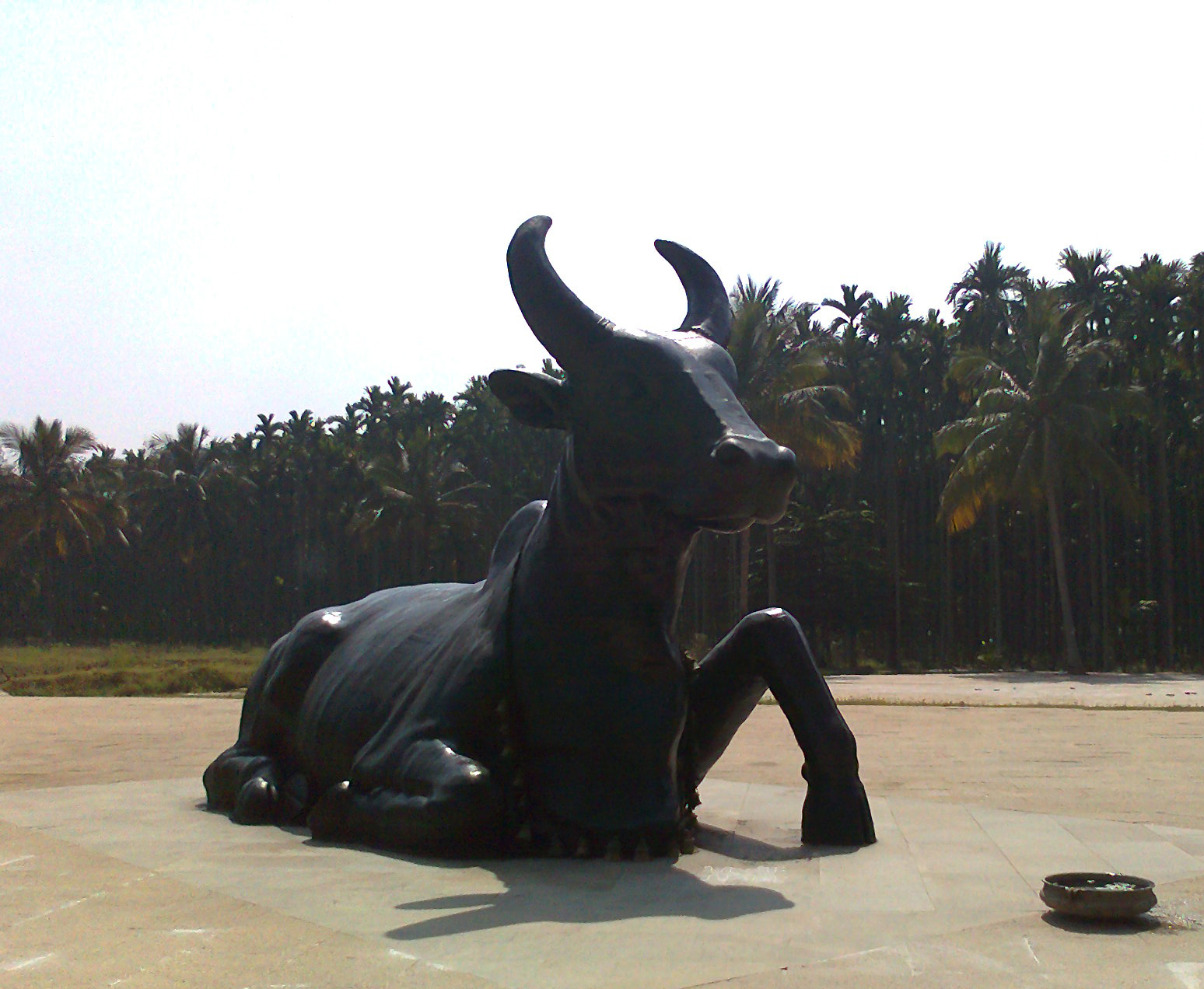
Statua del toro Nandi presso lo Isha Yoga Center.

Nel 1994 Sadhguru condusse il primo programma nei locali del nuovo centro yoga Isha, durante il quale descrisse il Dhyanalinga. Il Dhyanalinga è un tempio dello yoga e uno spazio per la meditazione, la cui consacrazione era la missione che Sadhuguru dichiarò essergli stata affidata dal suo guru. Nel 1996, l'edificio in pietra lignea venne ordinato e arrivò all'ashram. Dopo tre anni di lavoro, il Dhyanalinga venne completato il 23 giugno 1999 e aperto al pubblico il 23 novembre.
Il Dhyanalinga offre uno spazio meditativo che non implica alcun sistema di fede o credenza. Una cupola di 23 metri, costruita con mattoni e malta di fango stabilizzato senza acciaio o cemento, copre il sancta sanctorum. Il lingam è di 4 metri in granito nero. Il Sarva Dharma Sthamba, che si trova presso l'ingresso anteriore, funziona come una icona della singolarità, con i rilievi scultorei e i simboli dell'Induismo, Islam, Cristianesimo, Sikhismo, Giainismo, Taoismo, Zoroastrismo, Ebraismo, Buddismo e Shintoismo inscritti come benvenuto universale.

## La morte di Vijji, sua moglie
La moglie di Jaggi Vasuded morì il 23 gennaio 1997. Nel suo libro "Mystic Musings" Jaggi Vasudev sostiene che Viji ottenne il mahasamadhi  o samadhi supremo (che secondo la tradizione indù avviene quando uno yogi lascia volontariamente il corpo per fondersi con il divino universale tramite il sahasrāracakra) e quello fu un giorno di buon auspicio per una cosa del genere: «Il 23 gennaio, questo ammasso di pianeti [è] incentrato sul primo grado dell'acquario, uniti dal sole con la luna piena contrario a tutti. Questo modello può anche essere visto come una rappresentazione simbolica dell' "alba dell'età dell'acquario". È anche il thaipoosam, un giorno che molti altri saggi avevano scelto per il loro Mahasamadhi».

## Premi
- Padma Vibhushan (2017)[5]

## Pubblicazioni
Jaggi Vasudev è l'autore di diversi libri, compreso Inner Engineering: A Yogi's Guide to Joy, il quale entrò nel Washington Post e nella lista best seller del New York Times in varie categorie. Il tour del libro in Nord America incluse 17 città, e agli eventi di lancio parteciparono circa 26.000 persone. La rivista Huffington Post descrive i libri come "pieni di strumenti pratici per iniziare il viaggio della trasformazione-di-se-stessi"

### Inglese
- Adiyogi: The Source of Yoga,[10] ISBN 9352643925
- Inner Engineering: A Yogi's Guide to Joy, ISBN 0-8129-9780-8, 9780812997804
- Three Truths of Well Being, ISBN 978-0-14-342138-2
- Encounter the Enlightened, ISBN 81-86685-60-X
- Mystic's Musings, ISBN 81-86685-59-6
- Joy 24x7, ISBN 978-81-7992-914-8
- Pebbles of Wisdom, ISBN 978-81-7992-952-0
- The Mystic Eye, ISBN 81-7992-883-7
- Essential Wisdom from a Spiritual Master, ISBN 81-7992-882-9
- Flowers on the Path, ISBN 81-87910-05-4
- Himalayan Lust, ISBN 978-81-8495-076-2
- Eternal Echoes: The Sacred Sounds Through the Mystic, ISBN 81-87910-02-X
- Dhyanalinga: The Silent Revolution, ISBN 81-87910-00-3
- Dhyanalinga: The Eternal Form
- Circus of The Mind, ISBN 81-87910-10-0
- Unleashing The Mind, ISBN 81-87910-08-9
- Good And Bad Divides The World, ISBN 81-87910-07-0
- Enlightenment: What It Is, ISBN 81-87910-06-2
- Sacred Space For Self-transformation, ISBN 81-87910-09-7
- Ancient Technology For The Modern Mind, ISBN 81-87910-11-9
- Three Truths of Well Being, ISBN 978-0-670-08706-8
- Midnights with the Mystic, ISBN 978-1-57174-561-3
- A Guru Always takes you for a Ride, ISBN 978-81-87910-53-4
- Ancient Technology For The Modern Mind, ISBN 978-81-87910-11-4
- Don't Polish Your Ignorance....it may shine, ISBN 978-81-8495-200-1
- Of Mystics & Mistakes, ISBN 978-81-8495-308-4
- Body - The Greatest Gadget/Mind Is Your Business, ISBN 978-93-5083-360-5
- Emotion The Juice Of Life : Compulsiveness To Consciousness, ISBN 978-93-5083-362-9
- Encounter the Enlightened, ISBN 978-81-86685-60-0
- Sadhguru Biography-More Than A Life, ISBN 978-0-670-08512-5
- Why Suffering
- Inner Management: In the Presence of the Master
- Isha Living
- Sexuality And Divine
- You
- SG Convex View book
- The sacred India Book
- Shiva Ultimate Outlaw

### Tamil
- Sei... Seiyathe! ISBN 978-81-8476-288-4
- Athanaikum Asaipadu ISBN 81-89780-05-0
- Moondravathu Konam ISBN 978-81-8476-155-9
- Unakkagave Oru Ragasiyam ISBN 978-81-89936-24-2
- Konjam Amudham Konjam Visham ISBN 978-81-8476-134-4
- Aayiram Jannal ISBN 978-81-8476-226-6
- Anandha Alai
- Gnanathin Bramandam
- Guru Thantha Guru

### Hindi
- Ek Adhyatmik Guru Ka Alaukik Gyan ISBN 978-81-8495-142-4
- Mrityu Ek Kalpana Hai ISBN 978-81-288-2969-7
- Srishti Se Srishta Tak ISBN 978-81-288-2970-3
- Atmagyan: Akhir Hai Kya ISBN 978-81-288-3495-0, {prima edizione, agosto 2011}

### Kannada
- Gnyanodaya ISBN 978-81-7286-606-8
- Karunege Bhedavilla  ISBN 81-7286-591-0

### Telugu
- Gnani Sannidhilo
- Sadhguru Subhaashitaalu ISBN 978-93-80409-77-1
- Maunamto Rahasyam ISBN 978-93-80409-48-1
- Ashinchu sadhinchu
- Anandam 24x7